# Тірлянська сільська рада
Тірля́нська сільська рада (рос. Тирлянский сельский совет) — муніципальне утворення у складі Бєлорєцького району Башкортостану, Росія. Адміністративний центр та єдиний населений пункт — село Тірлянський.

## Історія
До 17 грудня 2004 року сільрада мала статус селищної ради, так як село Тірлянський мало статус смт. Селищна рада підпорядковувалась місту Бєлорєцьк, так як воно мало статус міста обласного підпорядкування. До складу селищної ради входили також село Чорний Ключ та селище Верхньо-Більський, які були передані до складу Ніколаєвської сільради.

## Населення
Населення — 3950 осіб (2019, 4427 в 2010, 5300 в 2002).